# Rainbow (山本彩專輯)
《Rainbow》是日本女性偶像山本彩的首張音樂專輯，於2016年10月26日由laugh out loud! records發行。收錄曲《雪戀》是NTT DOCOMO和RecoChoku的音樂下載網站d Hit的廣告歌，《喘口氣時》則是煙草商JT（只限於日本電視台系節目《另一天空》）的廣告歌。

## 概要
專輯分為初回限定版和通常版，收錄了13首歌曲，其中6首有山本彩本人作曲填詞，其餘則由GLAY的TAKURO、龜田誠治、秋元康、石渡淳治、百田留衣、蔦谷好位置、生澤佑一和菅止戈男等負責，而初回限定版的DVD則收錄了《雪戀》的音樂錄影帶、《特別影片1 Rainbow Rose》和《特別影片2 專輯Rainbow製作特輯》。專輯亦在網站d Hit（R） powered by RecoChoku率先讓人在網上付費下載，並且推出與山本彩合照和由山本彩發送影片訊息的活動。

## 宣傳
2016年8月24日，山本彩在日本放送的電台節目《AKB48的All Night Nippon》中宣佈推出首張個人專輯，這是繼在AKB48家族 猜拳大會2014勝出而推出了個人單曲《與其溫柔不如給我一個吻》的渡邊美優紀後，第二位NMB48成員出道推出個人音樂作品。同月27日，她在兵庫縣神戶市世界紀念廳舉行的《NMB48 Request Hour Setlist Best235 2016》中宣佈於同年11月舉行Zepp巡迴演出。9月28日，專輯名和藝人照對外公開，10月6日時則公佈了封面照，兩者均由新加坡攝影師紀嘉良拍攝。10月3日，她在MBS電台節目《正在做appeal!》首次播放了《雪戀》。10月7日，為了紀念專輯發賣，她在LINE LIVE特別節目《山本彩的LINELIVE!》介紹了製作專輯時的點滴等，亦首次公開了《雪戀》的音樂錄影帶。10月26日，她在東京都文京區的東京巨蛋城laqua garden stage舉行了專輯發賣紀念活動，並且揚言假如取得週榜第1位，將會穿上燈籠褲表演。此外，她也在NHK綜合頻道直播節目《歌曲演唱會》等節目演唱了《雪戀》。

## 反應
專輯在SoundScan Japan於2016年10月24日至26日的統計中銷出約3.9萬張，排第2位，最終以約5.1萬張銷量取得週榜第2位。在Oricon公信榜中，專輯則以約5萬張銷量排在週榜第3位。

## 收录内容
CD
| 曲序 | 曲目         |          | 作曲       | 編曲             |
| ---- | ------------ | -------- | ---------- | ---------------- |
| 1.   | Rainbow Rose | 山本彩   | 山本彩     | 龜田誠治         |
| 2.   | 雪戀         | 山本彩   | 山本彩     | 龜田誠治         |
| 3.   | 一句話       | 石渡淳治 | 百田留衣   | 龜田誠治         |
| 4.   | 成為女朋友   | 山本彩   | 山本彩     | 龜田誠治         |
| 5.   | 愛的接力棒   | 石渡淳治 | 蔦谷好位置 | 龜田誠治         |
| 6.   | BADDAYS      | TAKURO   | TAKURO     | 龜田誠治和TAKURO |
| 7.   | 月影         | 山本彩   | 山本彩     | 龜田誠治         |
| 8.   | Smile        | 龜田誠治 | 龜田誠治   | 龜田誠治         |
| 9.   | 心之盾       | 山本彩   | 山本彩     | 龜田誠治         |
| 10.  | 喘口氣時     | 岩田純平 | 生澤佑一   | 龜田誠治         |
| 11.  | 問號         | 秋元康   | 山本彩     | 龜田誠治         |
| 12.  | 幸福的碎片   | 山本彩   | 山本彩     | 龜田誠治         |
| 13.  | Melody       | 菅止戈男 | 菅止戈男   | 龜田誠治         |

初回限定盤DVD
1. 《雪恋》 MV
2. 特别影片1 《Rainbow Rose》
3. 特别影片2 《专辑Rainbow制作特辑》

## 外部連結
- 山本彩 官方网站 Sayaka Yamamoto Official Site DISCOGRAPHY（页面存档备份，存于）（日語）
- Rainbow（页面存档备份，存于） - YOSHIMOTO R and C（日語）
- YouTube上的[MV] 山本彩 「雪恋」short ver.
- 山本彩的LINELIVE!（页面存档备份，存于）（日語）